# Ямайка на зимних Олимпийских играх 1988
Ямайка принимала участие на зимних Олимпийских играх 1988 года в Калгари, Канада. Это было первое выступление Ямайки на зимних Олимпиадах. Ямайцы участвовали в одном виде спорта, - бобслее, в заездах двоек и четвёрок, и в обоих случаях финишировали вне медальной зоны. Спортсмены были собраны из рядов Сил обороны Ямайки. Первоначально в состав входили Дадли Стоукс, Девон Харрис , Майкл Уайт и Касвелл Аллен, но последний получил травму незадолго до начала заезда и был заменен Крисом Стоуксом, который приехал в Канаду лишь чтобы поддержать своего брата Дадли.
Сначала проходили заезды двоек, где Дадли Стоукс и Майкл Уайт финишировали на 30-м месте. Американское телевидение показало в прямой трансляции заезд ямайской четверки, которая сошла с дистанции на третьем заезде и финишировала последней. Несмотря на неудачу, в 1993 году вышел фильм «Крутые виражи», в основу которого вошли выступления ямайских бобслеистов.

## До Олимпийских игр
Олимпийская ассоциация Ямайки была основана в 1936 году, но из-за отмены Игр 1940 и 1944 годов ввиду Второй мировой войны, страна впервые приняла участие на Олимпийских играх 1948 года, прошедших в Лондоне. В дальнейшем ямайцы участвовали на каждых Олимпийских играх, включая Игры 1960 года, где Ямайка участвовала в составе сборной Вест-Индии. За исключением Олимпиад 1956 и 1964 годов, сборная Ямайки выигрывала медали на всех Олимпийских играх.

## Бобслей
Бизнесмены Джордж Фитч и Уильям Мэлоуни предложили идею созданию сборной Ямайки по бобслею, взяв как основу пример багажной тележки в одном из аэропортов Ямайки. Президент Олимпийской ассоциации Ямайки поддержал идею, так что нужно было набирать спортсменов в сборную. Рекламная кампания описывала испытания для вступления в первую в истории страны сборную по бобслею как «опасные и жесткие». Однако, найти бобслеистов в тропической стране было трудно, так что пришлось нанимать служащих Сил обороны Ямайки. Дадли Стоукс, Девон Харрис и Майкл Уайт были набраны в команду в октябре 1987, позже к ним присоединился Касвелл Аллен.
Благодаря финансированию сборной Фитчем и советом по туризму Ямайки, подготовка к Олимпиаде проходила в Австрии и Канаде. Тренером сборной был нанят Зепп Хайдахер. В это же время сборная начала рассматриваться в североамериканских СМИ как нечто комичное. Для получения разрешения на участие в заездах двоек и четвёрок на Играх ямайцам пришлось заключить соглашение с Международной федерацией бобслея. По приезде в Калгари, сборная тренировалась на замерзшем озере, чтобы привыкнуть к подобным условиям. Во время одной из тренировок Аллен упал и получил травму. Крис Стоукс, ни разу не сидевший в бобслее и приехавший в Канаду только чтобы поддержать своего брата Дадли, был включен в четверку за три дня до заезда.
Первым соревнованием, на котором участвовала Ямайка, был заезд двоек, в котором участвовали Дадли Стоукс и Майкл Уайт, ставшие первыми участниками зимних Олимпийских игр от Ямайки. В первом заезде ямайцы стали 34-ми, обогнав одну из двоек из Новой Зеландии, а также по две команды из Португалии, Американских Виргинских островов и Мексики. После второго заезда они поднялись на 22-е место, но после третьего они опустились на 31-ю строчку, а после четвёртого — поднялись на одну позицию вверх, на которой они и финишировали в соревновании. В итоге пара заняла 30-е место среди 41 команды.
После вылета сборной США по хоккею с турнира, американским телестанциям было нужно чем-то заполнить эфирное время, поэтому они выбрали выступление сборной Ямайки по бобслею в четверках. Первый заезд прошел неудачно, потому что во время прыжка Дадли Стоукса в бобслей, у саней сломался тормоз, из-за чего они заняли 24-е, третье снизу, место. После второй попытки ямайцы опустились на одно место ниже, из-за неудачной попытки Уайта запрыгнуть в сани.
Благодаря третьей попытке сборная Ямайки по бобслею стала знаменитой. Дадли Стоукс повредил плечо перед заездом, но решил продолжить свое участие. Команда показала седьмой старт среди всех участников. На повороте «Крейсель» Стоукс потерял контроль над бобслеем, из-за чего тот врезался в стену трека и взлетел над выпавшими бобслеистами. Все члены команды достали сани и докатили их до конца трека. Команде пришлось сняться с четвёртого заезда, из-за чего Ямайка была дисквалифицирована и помещена на последнее место.
| Спортсмены                                       | Соревнование | 1 заезд | 1 заезд | 2 заезд | 2 заезд | 3 заезд | 3 заезд | 4 заезд | 4 заезд | Итог    | Итог  |
| Спортсмены                                       | Соревнование | Время   | Место   | Время   | Место   | Время   | Место   | Время   | Место   | Время   | Место |
| ------------------------------------------------ | ------------ | ------- | ------- | ------- | ------- | ------- | ------- | ------- | ------- | ------- | ----- |
| Дадли Стоукс Майкл Уайт                          | Двойки       | 1:00.20 | 34      | 1:00.56 | 22      | 1:01.87 | 31      | 1:01.23 | 30      | 4:03.86 | 30    |
| Дадли Стоукс Девон Харрис Майкл Уайт Крис Стоукс | Четвёрки     | 58.04   | 24      | 59.37   | 25      | 1:03.19 | 26      | DNF     | –       | DNF     | –     |

## Наследие

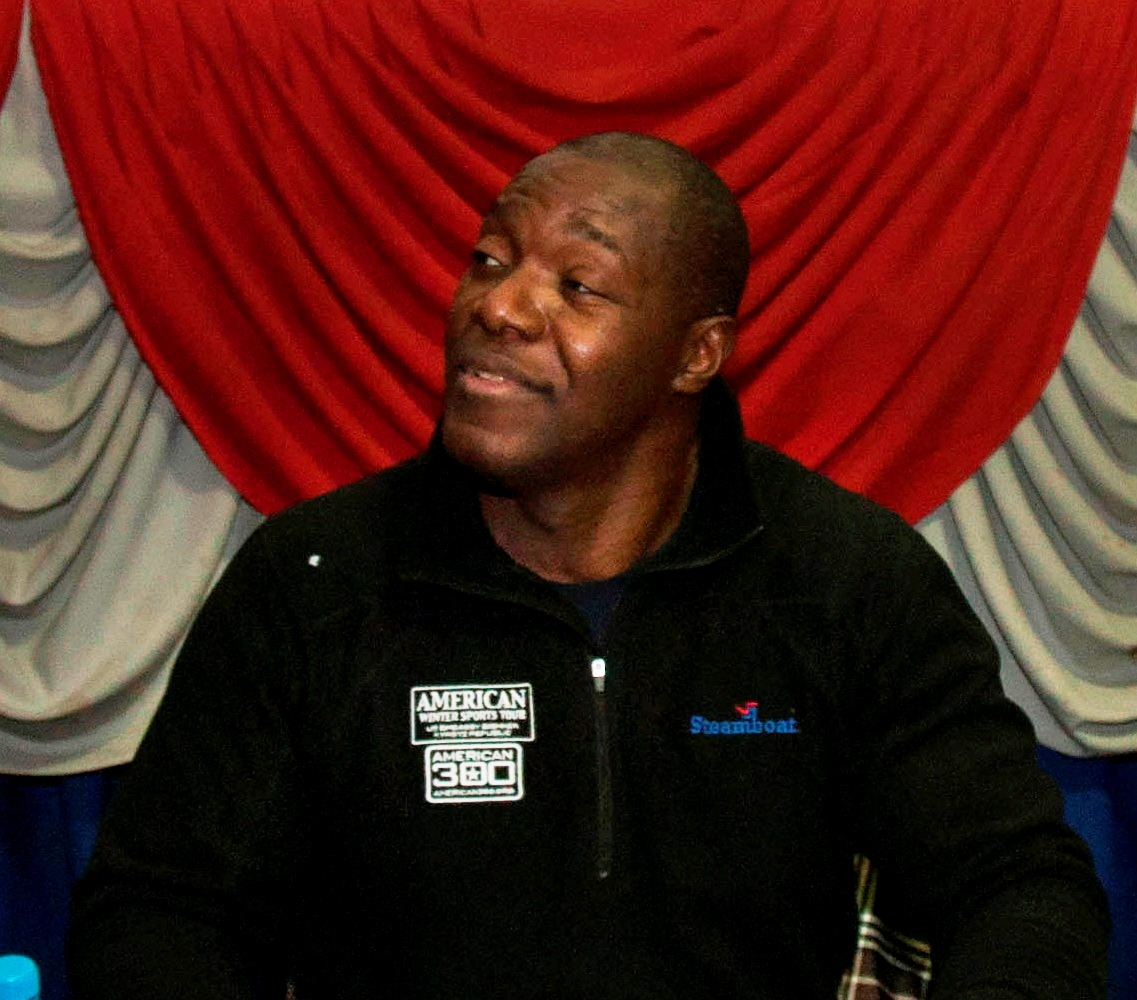
Девон Харрис в 2013

История сборной Ямайки по бобслею на Олимпиаде-1988 вошла в основу фильма «Крутые виражи», снятого в 1993 году. Однако фильм соответствует реальности лишь в нескольких фрагментах. Пэт Браун, бобслейный тренер, позже сказал, что сборная никогда не проявляла враждебности по отношению к другим командам, как было показано в фильме.
Все бобслеисты, выступившие на Играх-1988, приняли участие на следующей Олимпиаде, однако Харрис принял участие только в заезде двоек, его место в четверке занял новичок Рики МакИнтош. Харрис и братья Стоукс продолжили свою карьеру на зимних Играх вплоть до Олимпиады 1998 года в Нагано.